# DAR-10
Le DAR-10 (en bulgare : « ДАР-10 ») était un avion de bombardement léger et de reconnaissance aérienne, conçu à la fin des années 1930 en Bulgarie.

## Conception et développement
Le DAR-10 fut conçu en 1938 par Tsvetan Lazarov dans les ateliers DAR (Darzhavna Aeroplanna Rabotilnitsa (en), signifiant « Ateliers aéronautiques d'État » en bulgare), situés à Bozhurishte, près de Sofia, la capitale de la Bulgarie.
L'avion était un biplace monoplan à aile cantilever de construction classique. Ses deux sièges — pour le pilote et le mitrailleur défensif — était disposés en tandem à l'intérieur d'un cockpit fermé disposant d'une grande aéronautique. Il disposait d'un train d'atterrissage conventionnel fixe, doté d'une roulette à l'arrière et dont les deux jambes principales étaient carénées. Les ailes possédaient une structure en bois recouverte de contreplaqué, et étaient dépourvues de volets. En comparaison, le fuselage était assez large et profond, afin de loger le moteur en étoile installé dans le nez. Il était constitué d'une structure tubulaire en acier et de cadres en bois, recouverts de toile. Des hélices tripales en acier étaient utilisées.
Deux prototypes furent construits, propulsés par des moteurs différents :
- DAR-10A Bekas (« Bécassine » en bulgare) : Cet appareil était propulsé par un moteur à 6 cylindres en étoile Alfa Romeo 128 R.C.21 (en) de 950 ch (709 kW)[2]. Il fut le premier DAR-10 à prendre l'air, le 2 juillet 1941[3]. Il fut conçu pour embarquer quatre mitrailleuses : deux fixes tirant vers l'avant et deux défensives mobiles pour le mitrailleur arrière. Il pouvait emporter cinq bombes de 100 kg sous les ailes. Il était également possible d'installer un canon fixe de 20 mm dans l'avant du fuselage ;

Cet avion s'écrasa en octobre 1942. Malgré de bonnes impressions auprès de ses pilotes, il ne fut pas choisi pour entrer en production, le KB-11 Fazan à aile haute lui étant préféré.
- DAR-10F : Cet appareil était propulsé par un moteur à 14 cylindres en double étoile Fiat A.74 R.C.38 de 870 ch (649 kW)[2], ce qui explique le « F » de sa désignation. Il vola pour la première fois en mars 1945[3]. Il était légèrement plus grand et plus lourd que l'exemplaire précédent, et sa vitesse maximale était de 454 km/h. Grâce à une construction plus robuste et des freins de piqué, il pouvait également servir de bombardier en piqué. Il pouvait recevoir deux canons de fuselage de 20 mm, deux mitrailleuses fixes d'ailes et deux mitrailleuses mobiles pour le mitrailleur défensif. Il pouvait emporter une bombe de 500 kg, ou une bombe de 250 kg et quatre bombes de 100 kg[3]. Ces bombes étaient accrochées sous le fuselage et sous les ailes.

Le DAR-10 ne fut pas sélectionné pour une production en série. Certaines sources suggérèrent qu'il fut délaissé en faveur du bombardier en piqué allemand Junkers Ju 87D, alors que le DAR-10F ne fut pas sélectionné car il été arrivé à la fin de la Seconde Guerre mondiale, et les Bulgares avaient désormais accès à de très importantes quantités d'avions soviétiques modernes, tels les Iliouchine Il-2 et Il-10.

## Utilisateur
- Bulgarie :
  - Force aérienne bulgare.

### Article
- (en) Dénes Bernád, « Balkan Birds : Thirty Five Years of Bulgarian Aircraft Production », Air Enthusiast, Stamford, Lincs, Royaume-Uni, Key Publishing, no 94,‎ juillet/août 2001, p. 18–30 (ISSN 0143-5450).